# Katerw

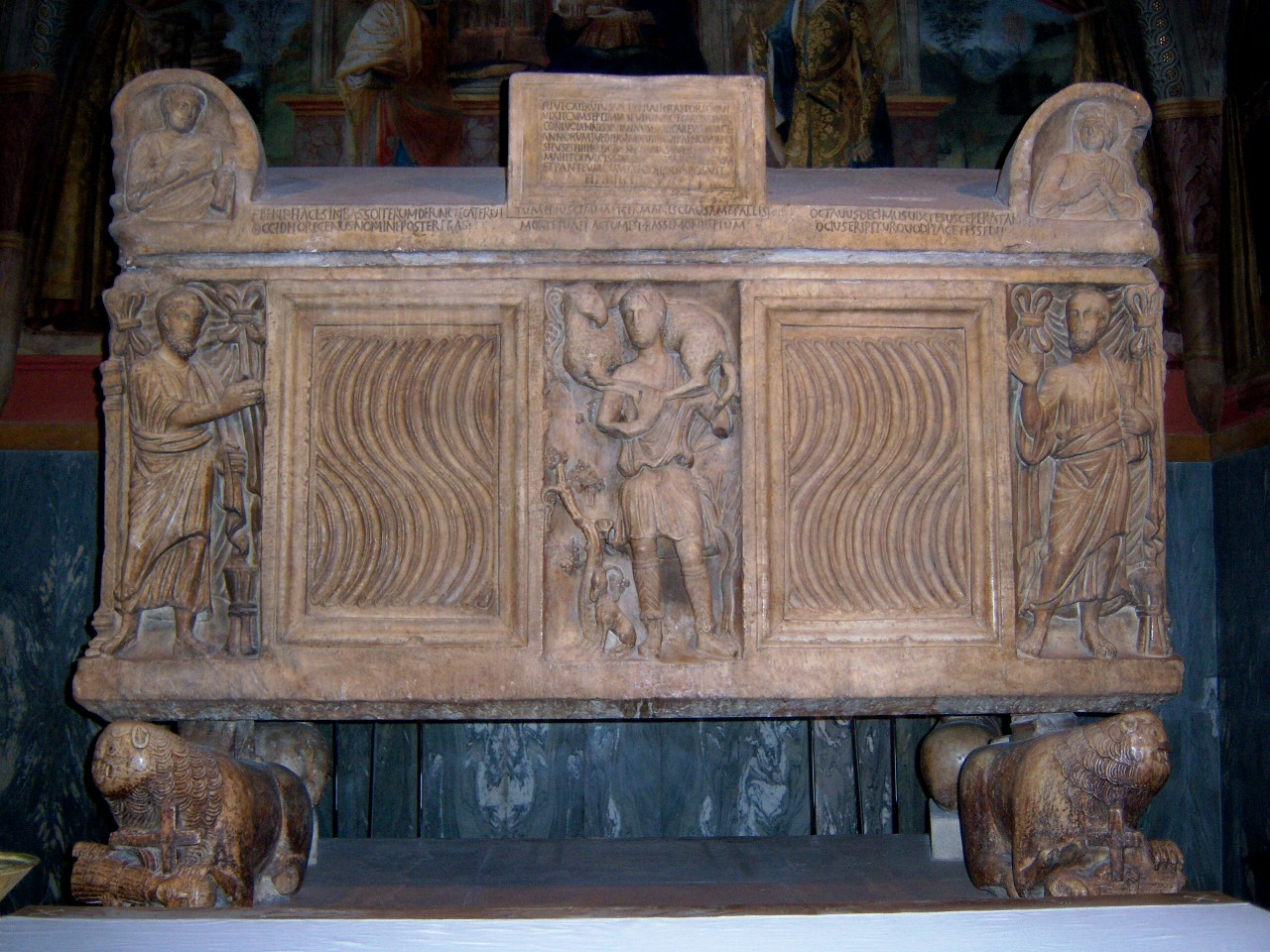
Sarkofag Katerwa w Tolentino

Katerw, Katerwiusz – żyjący prawdopodobnie w I wieku męczennik wczesnochrześcijański, święty Kościoła katolickiego.
Brak historycznych źródeł dla potwierdzenia autentyczności sarkofagu znajdującego się w tolentińskim kościele pod wezwaniem Katerwa. Na podstawie umieszczonej tam inskrypcji powstały późne żywoty świętego. Nic też nie wiadomo o wcześniejszym kulcie świętego, a świątynia Santa Maria przyjęła wezwanie męczennika w 1042 lub 1054 roku.
Uznany za patrona Tolentino, wspominany był 1 grudnia i 17 października.